# Cleodeo
Cleodeo (in greco antico: Κλεόδαιος?, Kleódaios) o Cleodemo (in greco antico: Κλεόδημος?, Kleódēmos), è un personaggio della mitologia greca. Fu un Eraclide.

## Genealogia
Figlio di Illo e di Iole, fu il padre di Aristomaco.

## Mitologia
Per via del padre era uno dei nipoti di Eracle ed i suoi discendenti furono coloro che riconquistarono le città di Argo, Messene e Sparta nel Peloponneso.